# Хепри
Хепри или Хепера (егип. Ḫpr(j) «скарабей») — в египетской мифологии утренняя ипостась солнечного бога, изображавшаяся в виде жука-скарабея. Из-за своего поведения (навозные жуки скатывают из навоза шарики и катят их к своему жилищу) скарабеи ассоциировались с магическими силами, с помощью которых Солнце совершает циклический путь по небесному пространству. По представлениям гелиопольцев он символизировал восходящее солнце.
Так как скарабеи откладывают яйца в трупы животных и в навоз, древние египтяне верили, что скарабеи появляются из мёртвой плоти, поэтому Хепри олицетворял силу воскресения Солнца, новую жизнь.
Изображался Хепри в основном в виде жука-скарабея, хотя в некоторых гробницах и на некоторых папирусах можно встретить изображения Хепри в образе мужчины со скарабеем на месте лица или же с головой, увенчанной скарабеем.
В честь Хепри назван кратер на Ганимеде (20°24′ с. ш. 147°36′ з. д. / 20,4° с. ш. 147,6° з. д.).
В цикле «Бас-Лаг» автора Чайны Мьевиля есть раса людей-скарабеев хепри. Самцы этой расы — просто крупные жуки, а женщины обладают человеческим телом, только вместо головы — насекомое.